# Еджыдва
Еджыдва (устар. Еджыд-Ва) — река в России, течёт по территории Княжпогостского района Республики Коми. Вытекает из болота Идзасъюнюр. Устье реки находится в 15 км от устья реки Коин по левому берегу. Длина реки составляет 13 км.
В переводе с коми еджыд-ва — белая река.

## Данные водного реестра
По данным государственного водного реестра России относится к Двинско-Печорскому бассейновому округу, водохозяйственный участок реки — Вычегда от города Сыктывкар и до устья, речной подбассейн реки — Вычегда. Речной бассейн реки — Северная Двина.
Код объекта в государственном водном реестре — 03020200212103000021531.